# سانتياغو فونسيكا
سانتياغو فونسيكا (بالإسبانية: Santiago Fonseca)‏ هو منافس ألعاب قوى هندوراسي، ولد في 30 ديسمبر 1953.

## وصلات خارجية
- سانتياغو فونسيكا على موقع الاتحاد الدولي لألعاب القوى (الإنجليزية)
- سانتياغو فونسيكا على موقع اللجنة الأولمبية الدولية (الإنجليزية)
- سانتياغو فونسيكا على موقع أوليمبيديا (الإنجليزية)